# Григоровский, Тарас Михайлович
Тарас Михайлович Григоровский (?—?) — русский военачальник, генерал-майор.

## Биография
Дата рождения и вхождения в военную службу неизвестны.
В 1819 году был командиром кирасирского Военного Ордена полка.
В 1812 году ротмистр Григоровский — командир 3-го эскадрона Орденского кирасирского полка. При Бородино 26 августа 1812 года он передал командование эскадроном корнету Дочкину И. А., а сам вступил в командование полком, вместо раненого в начале сражения майора Ф. И. Вульфа, который заменил, в свою очередь, раненого в Шевардинском бою командира полка подполковника Штакельберга Е. Ф.
В период с 12.01.1819 по 06.12.1826 — полковник Григоровский был командиром Орденского Кирасирского полка.
6 декабря 1826 года Тарас Михайлович был произведен в генерал-майоры.
Дата смерти неизвестна.

## Награды
- Награждён орденом Св. Георгия 4-й степени (№ 3401; 15 февраля 1819).
- Также награждён другими орденами Российской империи.